# Knotskronkel
Knotskronkel (Cylindroiulus punctatus), is een soort miljoenpoot in de familie Julidae. Deze geleedpotige werd in 1815 door Leach geldig beschreven. Hij leeft in West-Europa en werd geïntroduceerd in Noord-Amerika. Het dier is te vinden op dood hout, bij bomen net onder de schors.

## Kenmerken
De ronde en langwerpige dieren bereiken lichaamslengtes van 14-27 mm, waarbij de vrouwtjes langer kunnen zijn dan de mannetjes. De breedte van het lichaam is 1-2 mm. Het meestal lichtbruine, strobruine of rozebruine, soms donkerbruine lichaamsoppervlak is zijdeachtig glanzend. Ze hebben ongeveer honderd paar gelige poten en 41-56 lichaamssegmenten. De donkere vlekken aan de zijkant van het lichaam zijn slechts vaag zichtbaar en komen voort uit de donkerdere verkleuring van de afweerklieren. Kenmerkend voor de soort is het knotsvormige verdikte aanhangsel van de telson. Bij aanraking rollen de dieren zich op tot een schijf.

## Levenswijze
Ze zijn saprobionten en voeden zich met bladafval, hout en mos. Ze graven zich door de grond en gebruiken hun kop als een soort stormram. De stuwkracht wordt gecreëerd door de vele paar poten die op een golfachtige manier van voren naar achteren bewegen. Hierdoor kunnen ze door verrot hout en humuslagen heen eten. Met deze activiteit beluchten ze de bodem, introduceren ze micro-organismen en breken ze rot hout af. Ondanks zijn vele paar poten beweegt de soort zich langzaam.
De paring vindt plaats van maart tot november. Vrouwtjes leggen 20-80 eieren in het bos en het aantal eieren neemt toe met de leeftijd. De langlevende soort wordt pas op driejarige leeftijd geslachtsrijp.

## Voorkomen
De soort komt voornamelijk voor in Centraal-Europa en Noordwest-Europa. Het meeste vermeldingen komen uit Groot-Brittannië, Ierland, Duitsland, Zuid-Zweden en Noorwegen, Frankrijk, Polen en Denemarken. Maar de soort komt ook voor in buurlanden als Tsjechië, Oostenrijk, Zwitserland en het noordoosten van Spanje. De soort werd geïntroduceerd in het noordoosten van Noord-Amerika en leeft hier in de Amerikaanse staten New York en Massachusetts, evenals in de Canadese provincies Nova Scotia, Prince Edward Island en Newfoundland en Labrador.